# Upper Moutere

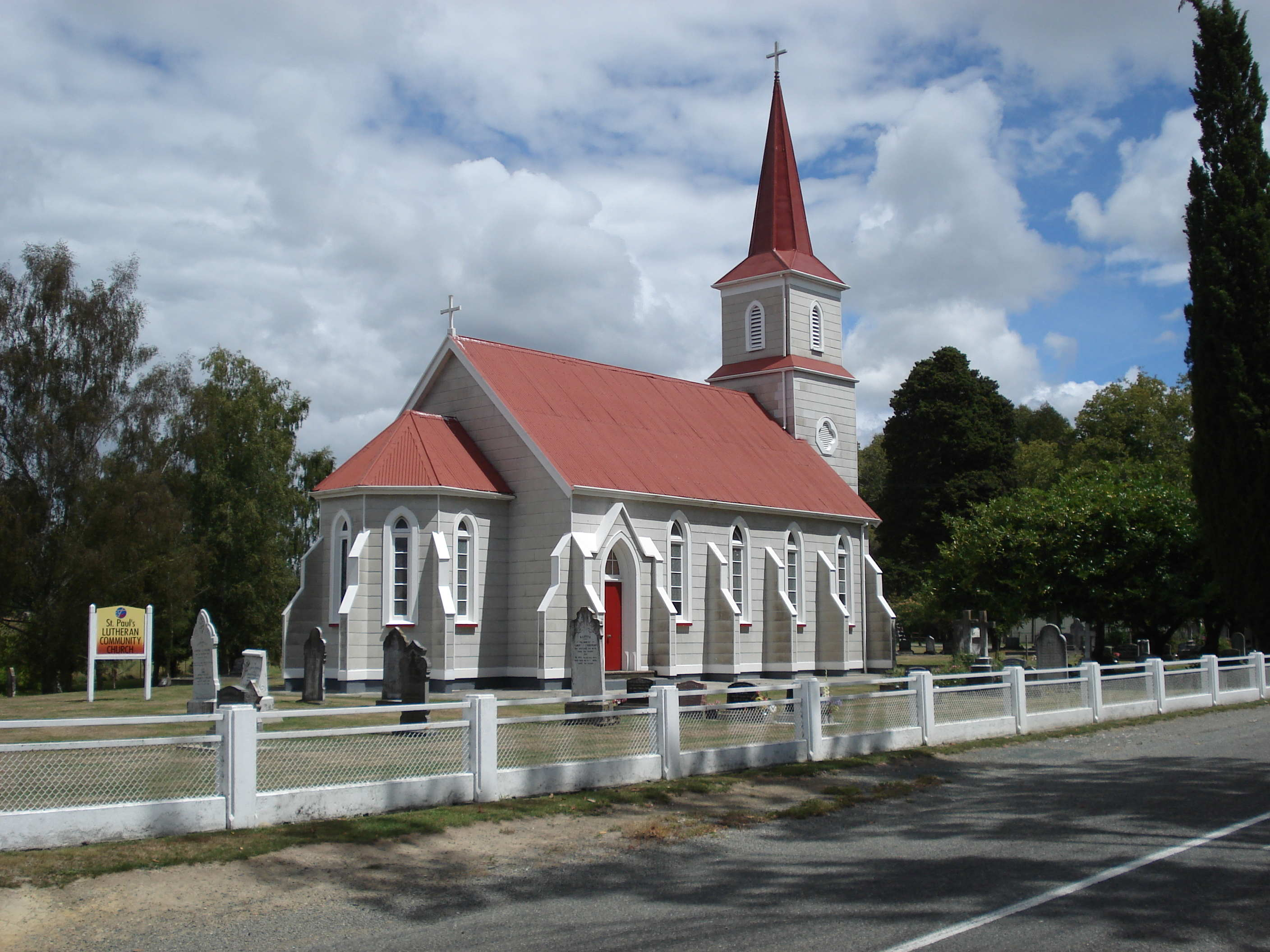
Église luthérienne St. Paul d'Upper Moutere.

Upper Moutere (appelée Sarau par ses fondateurs allemands) est une localité néo-zélandaise du district de Tasman située près de Nelson, dans le nord de l'Île du Sud.

## Histoire
Dès 1839, la Compagnie de Nouvelle-Zélande avait décidé de « prendre des mesures pour attirer des immigrants allemands » et nommé un certain Bockelman agent de la compagnie à Brème. En septembre 1841, la Compagnie passa un accord de principe pour vendre les îles Chatham à la Deutsche Colonisation-Gesellschaft de Hambourg, mais le gouvernement britannique interdit son application. Le Secrétaire d'État à la Guerre et aux Colonies Edward Smith-Stanley décida cependant que les colons allemands contrôlés à Hambourg deviendraient citoyens britanniques dès leur arrivée à Nelson.
La plupart des 140 Allemands arrivés sur le Sankt Pauli en 1843
et qui ont formé le noyau des villages de Sarau (aujourd'hui Upper Moutere) et Neudorf étaient des protestants luthériens, avec quelques catholiques bavarois. Leur voyage avait duré 176 jours, durant lesquels quatre jeunes enfants étaient morts, sept couples avaient été mariés, un bébé était né et deux passagers s'étaient enfuis lors d'une escale.
Après une courte période de prospérité, le manque de terres et de capital plongea les nouveaux établissements dans une longue période de dépression. L'immigration organisée cessa jusque dans les années 1850 et les ouvriers durent accepter une diminution d'un tiers de leur salaire. À la fin de 1843, les artisans et les ouvriers commencèrent à quitter Nelson et en 1846 un quart des immigrants étaient partis.
Carl Friederich Christian Kelling (en) était à la tête du second navire d'immigrants allemands dans la région de Nelson, le Skjold (en), arrivé en 1844. Il s'installa à Sarau après avoir formé avec son frère Fedor (en) le village de Ranzau. Charles Kelling devint un chef de la communauté de Sarau. Il représenta les électeurs de Moutere (1862–1869) puis de Waimea West (1869–1873) au conseil provincial de Nelson (en).

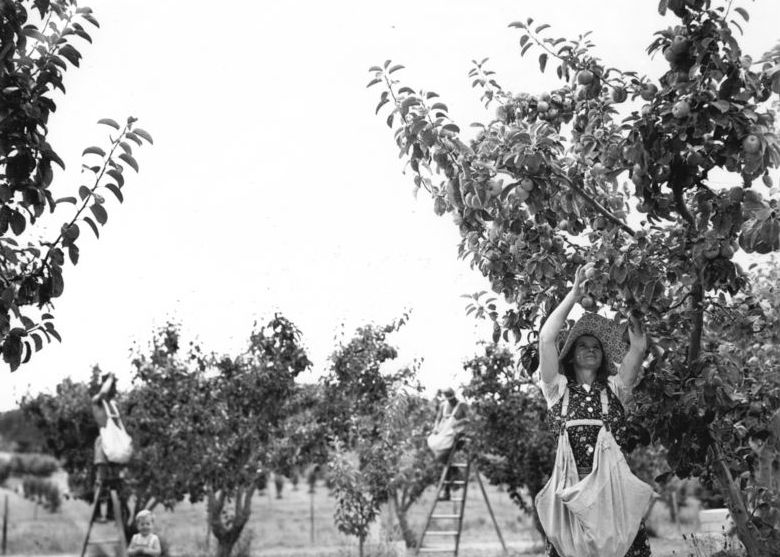
Cueilleurs de pommes à Upper Moutere (date inconnue). La culture des pommes était une activité importante dans la région au début du XXe siècle.

Sarau a été renommé Upper Moutere en raison du sentiment anti-Allemands au moment de la Première Guerre mondiale.